# Aalst (Oost-Vlaanderen)

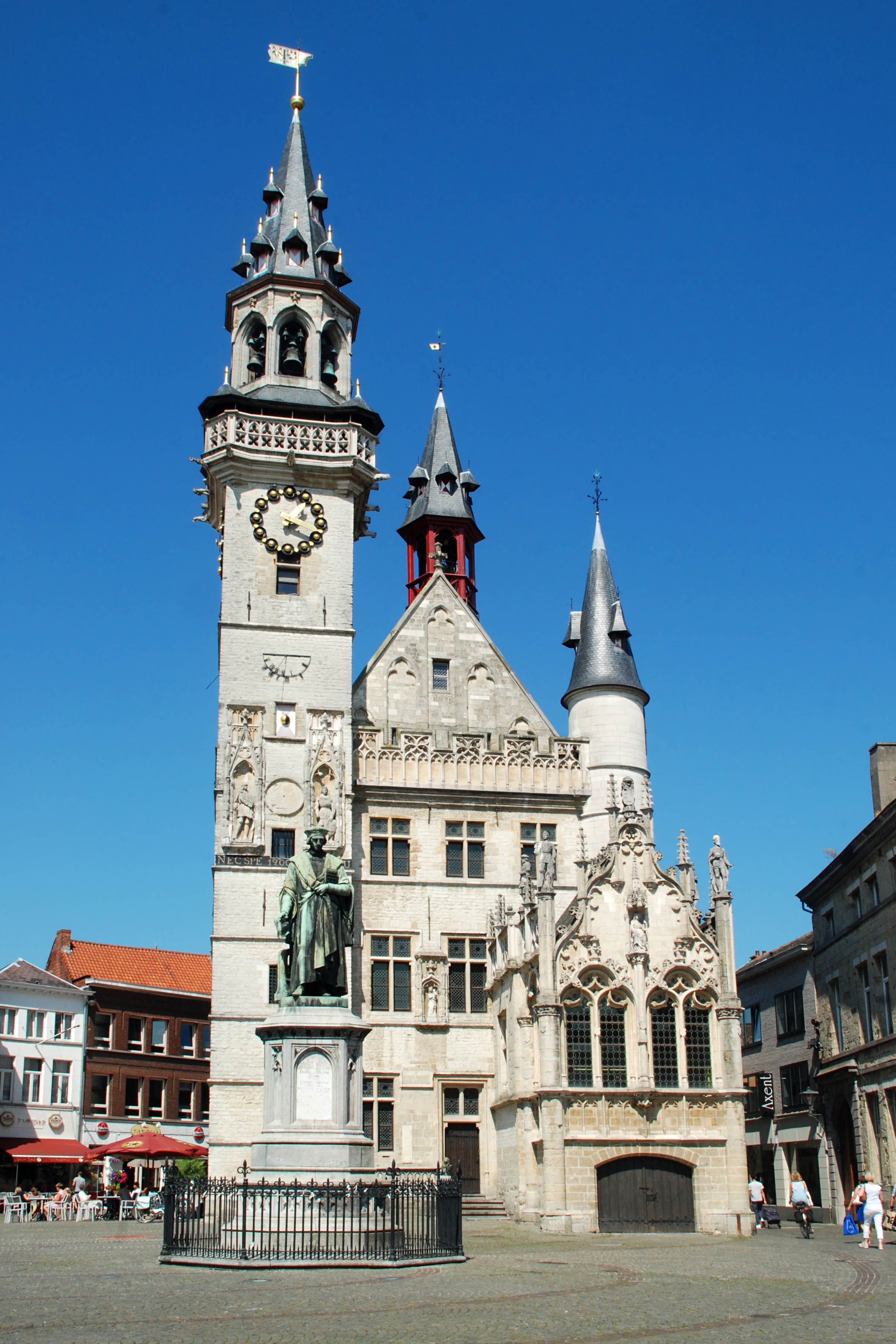
Schepenhuis en Belfort

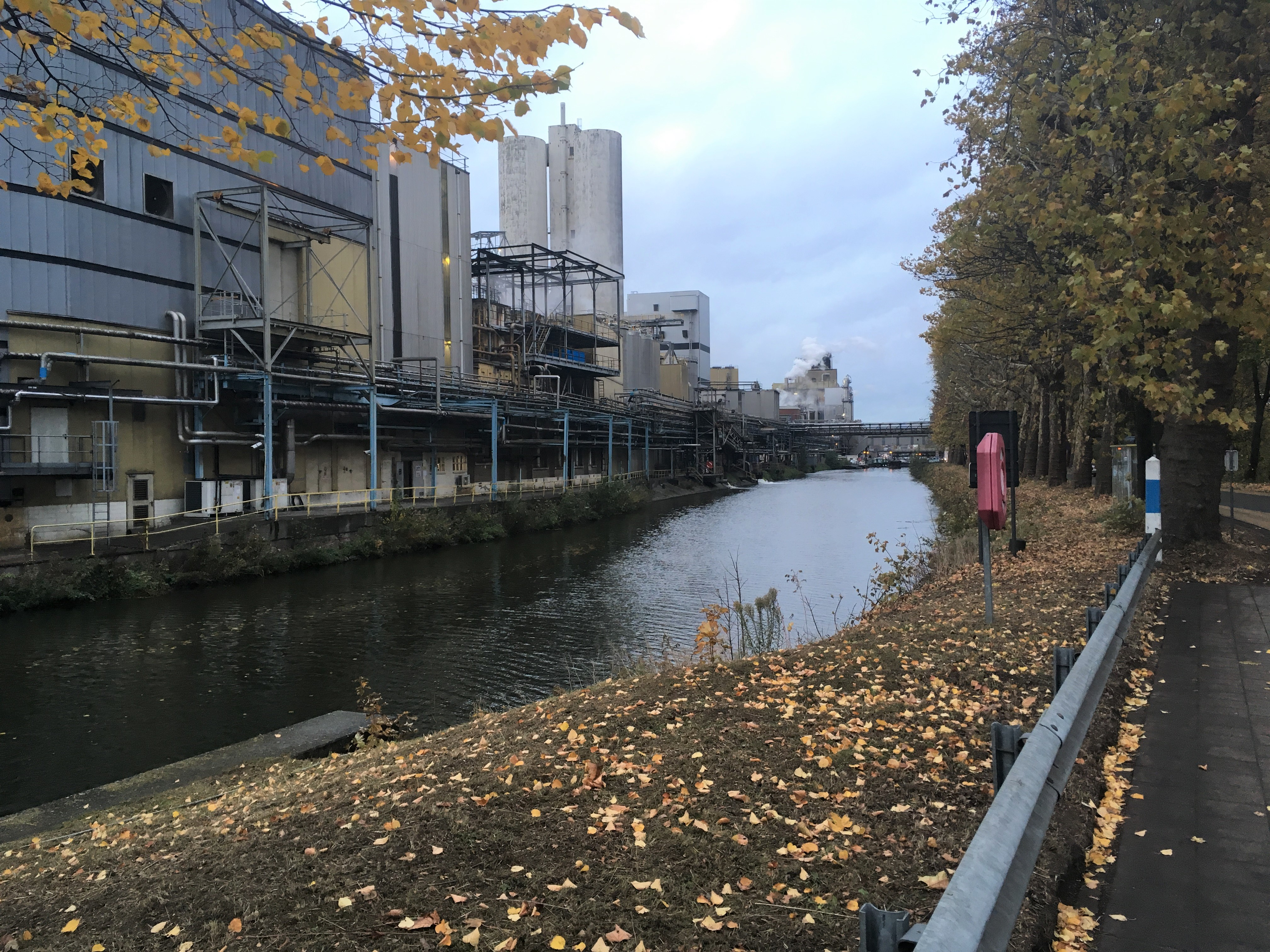
De zetmeelfabriek Tereos Syral aan de Dender in het hart van Aalst.

Aalst (Frans: Alost) is de op een na grootste centrumstad in de Belgische provincie Oost-Vlaanderen en de naar inwonertal vijfde stad van Vlaanderen en de tiende stad van België. De stad telt 92.131 inwoners, die Aalstenaren/Aalstenaars worden genoemd. De plaatselijke benaming van Aalst klinkt als Oilsjt. De stad kreeg stadsrechten in 1174. Sint-Maarten is de patroonheilige van de stad. Aalst is gelegen aan de rivier de Dender en behoort toe tot de Denderstreek en de Denderregio. De stad is onder meer gekend voor haar carnaval en als vestigingsplaats voor: Tereos Syral, Jan de Nul, Belgium Honda Motor, de Vlaamse Belastingdienst (Vlabel), Stokerij Van der Schueren en stokerij De Moor. Aalst is ongeveer 25km verwijderd van Brussel en ongeveer 30km van Gent. De Molenbeek-Ter Erpenbeek stroomt door Aalst.
De stad bevindt zich binnen het bestuurlijk arrondissement Aalst, is onderdeel van het gerechtelijk arrondissement Oost-Vlaanderen en behoort tot de brandweerzone Zuid-Oost.

## Naam
De naam Aalst werd eerst aangetroffen in de akten van de abdij van Lobbes (bij Thuin). Een monnik genaamd Ursmaar van dit klooster verkondigde zijn geloof omstreeks 700 nabij een moerasachtig terrein. Deze plaats werd het Sint-Ursmaarsmeers genoemd, met een locatie die overeenkomt alwaar het statieplein zich bevindt. Aldaar had hij een bidplaats gesticht.

### Naamsvermeldingen door de geschiedenis heen
1. Alost, 866, kopie in 18e eeuw (Descriptio villarum Lobbes)[2]
2. Alosta, 868-869 kopie 18e eeuw (Goederenlijst van de abdij van Lobbes)[2]
3. Hlost, 870[2]
4. Alost, 995, 1070[2]
5. Alost, Alst: 1088[2]
6. Alst: 1162, 1282, 1287[2]

### De betekenis van de stadsnaam
Volgens Dr. Jan De Vries dacht men aan het woord alisa (els) en dus elzenbos. Er werd ook een verband gebracht met alohs (wild alsemkruid). Daarnaast is er nog de verklaring van alhusta afgeleid van ahla (heiligdom).
Professor Jozef Vercoullie zag in de stadsnaam els of alsem.
Dr. Jan Lindemans vond dat er een verband zou kunnen zijn tussen alosa (els), alisa (Frankisch). Een plaats waar elzen groeien. Alosa zou behoren tot een ander Frankisch dialect.

## Kenmerken
Aalst is het meest bekend om zijn jaarlijks carnaval en zijn carnavaleske vete met de stad Dendermonde over de rechten op het Ros Beiaard en ook wel om zijn 'Zwarte Man', het standbeeld van Dirk Martens in het midden van de Grote Markt. Dirk Martens drukte het eerste boek met losse letters in de Nederlanden; hij was bevriend met Erasmus.
Een al even beroemde telg is de romanschrijver Louis Paul Boon. Aalst maakte in het begin van de 20e eeuw ook een stukje van de Belgische politieke geschiedenis met als centrale figuur priester Adolf Daens (broer van Pieter Daens), over wie Louis Paul Boon overigens zijn beroemdste boek "Pieter Daens of hoe in de 19e eeuw de arbeiders van Aalst vochten tegen armoede en onrecht" (1971) schreef. Het belichaamt de sociale geschiedenis van een stad, streek, volk en tijdperk.
Aalst dankte vroeger zijn welvaart onder andere aan de hopteelt. Typische Aalsterse hopsoorten zijn Groene Belle, Coigneau, Witte Rank en Loeren. De kathedraal van Amiens was het voorbeeld voor de Aalsterse Sint-Martinuskerk, die onvoltooid bleef. Het oorspronkelijk belfort van Aalst stamt uit de 13e eeuw. Het huidige belfort is grotendeels uit de 15e eeuw.

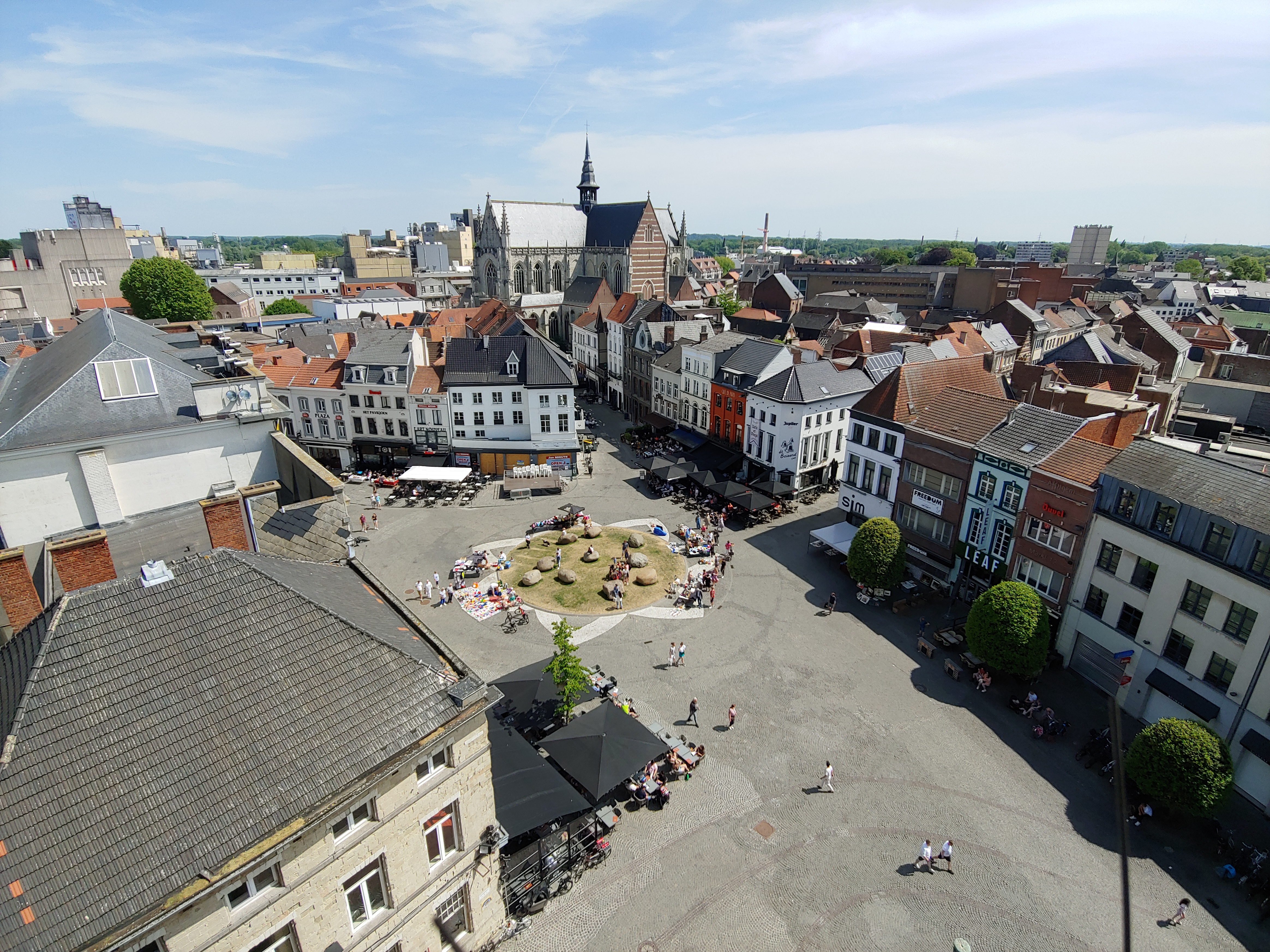
De Grote markt van Aalst.

Het stadsdialect: Aalsters is een opmerkelijk en befaamd dialect dat behoort tot het Kleinbrabants. Het Aalsters heeft zowel Brabantse als Oost-Vlaamse kenmerken. Carnaval draagt in hoge mate bij aan het in leven houden van het dialect. De 'nies'-klank, zoals in 'Oilsjt', noemt men mouillering. Tegenwoordig worden er ook boeken uitgegeven in het Aalsterse dialect, zoals De Kleine Prins. Ook in de boeken van Louis Paul Boon vind je Aalsterse woorden terug.

## Geschiedenis
De oudste kern van Aalst is waarschijnlijk op de plaats waar tegenwoordig nog het Oud-Hospitaal staat. Daar werd tussen 750 en 800 het Zelhof gesticht. Het Zelhof is een Karolingisch bedrijfstype. Wel is zeker dat Aalst ontstaan is op het eiland "Chipka", een eiland in de Dender. De ligging aan de Dender en de ligging aan de handelsweg Brugge-Keulen maar ook de bescherming van de Burcht, zorgden er later voor dat er een omwalde nederzetting gevormd kon worden.

### Land van Aalst
Vanaf de Frankische tijd lag het graafschap Aalst in de Brabantgouw. Nadat het deel van deze gouw tussen Schelde en Dender in de 11e eeuw veroverd werd door de (Franse) graven van Vlaanderen kon het Land van Aalst toch nog een eeuw van een zekere zelfstandigheid binnen Rijks-Vlaanderen genieten. De hertogen van Brabant-Lotharingen probeerden nog twee eeuwen de fictie van hun opperleenrecht over Aalst te doen gelden. De graaf van Vlaanderen koos ervoor Aalst tot hoofdplaats van zijn nieuwe gebied te maken door de nabijheid van de Schelde. Dendermonde lag op de rechteroever van de Dender. Vanuit Aalst liep noordwaarts de brede handelsweg door Hofstade en Wichelen naar de Aalsterse aanlegplaatsen aan de Schelde. Boudewijn I van Gent (1030-1084) werd de eerste graaf van Aalst en peer van de graaf van Vlaanderen. Midden deze handelsweg lag het Hof ten Bos, kasteel en neerhof. De wapenkleuren van de stad Aalst bevatten nog altijd die van Lotharingen: wit en rood.
Iwein van Aalst (°ca. 1105, + 1145) volgde in 1127 zijn overleden broer Boudewijn III op als heer van Aalst, Waas en Drongen. Hij speelde een belangrijke rol bij de opvolging van Karel de Goede, de graaf van Vlaanderen die in 1127 vermoord werd. Iwein keerde zich in een gedreven speech tegen Willem Clito, de kandidaat van de Franse koning. Daarin stelde hij dat de graaf de rechten en vrijheden van de onderdanen moet respecteren (1ste pleidooi voor constitutionalisme in West-Europa). Hij koos de kant van Diederik van de Elzas als nieuwe graaf van Vlaanderen. Toen deze op de vlucht gedreven werd, vond hij een onderkomen in de burcht van Aalst. Deze werd belegerd en bij toeval werd Willem Clito geraakt door een projectiel en overleed aan zijn verwonding. Dit staat bekend als de slag bij Hertshaag (27-28 juli 1128). Als dank gaf graaf Diederik van de Elzas het leenheerschap over het graafschap Aalst aan graaf Iwein, die trouwde met diens dochter, Laureta van Vlaanderen. Aalst werd in de periode 1380-1385 belegerd en verwoest door de Gentenaars.

### Tachtigjarige oorlog
Ook tijdens de Nederlandse Opstand, ook wel de Tachtigjarige Oorlog genoemd, kreeg Aalst het hard te verduren.
Kerkelijk ressorteerde de stad Aalst eerst nog onder het aartsdiaconaat Brabant, en later onder het aartsdiaconaat Brussel van het bisdom Kamerijk. Na de herindeling van de bisdommen in de 16e eeuw hoorde het dan bij het (aarts)bisdom Mechelen.

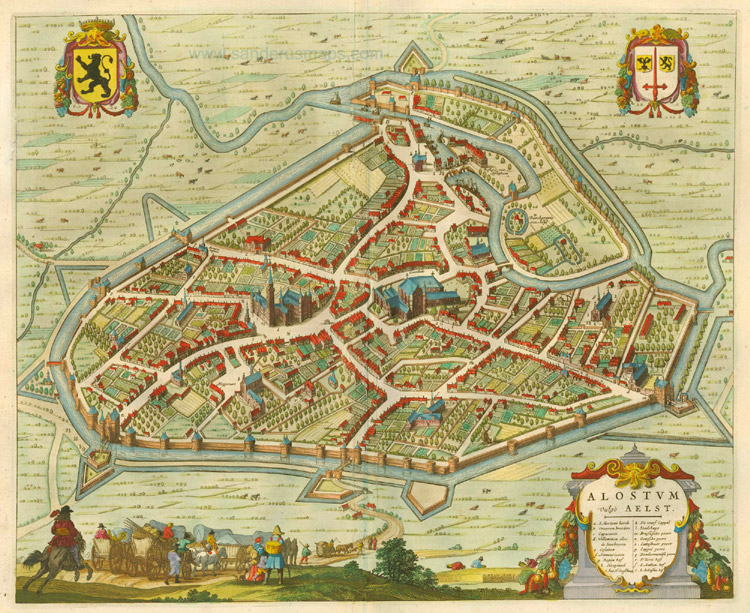
Aalst in 1651 door J. Blaeu

Aalst lag strategisch op de handelsweg Brugge-Keulen, ter hoogte van de Brabants-Vlaamse grens. De Bourgondische eenmaking maakte een einde aan de militaire grenssituatie.
Baardegem en Meldert lagen tot 1795 in de Vrijheid van Asse, in het Hertogdom Brabant.

### Industriestad

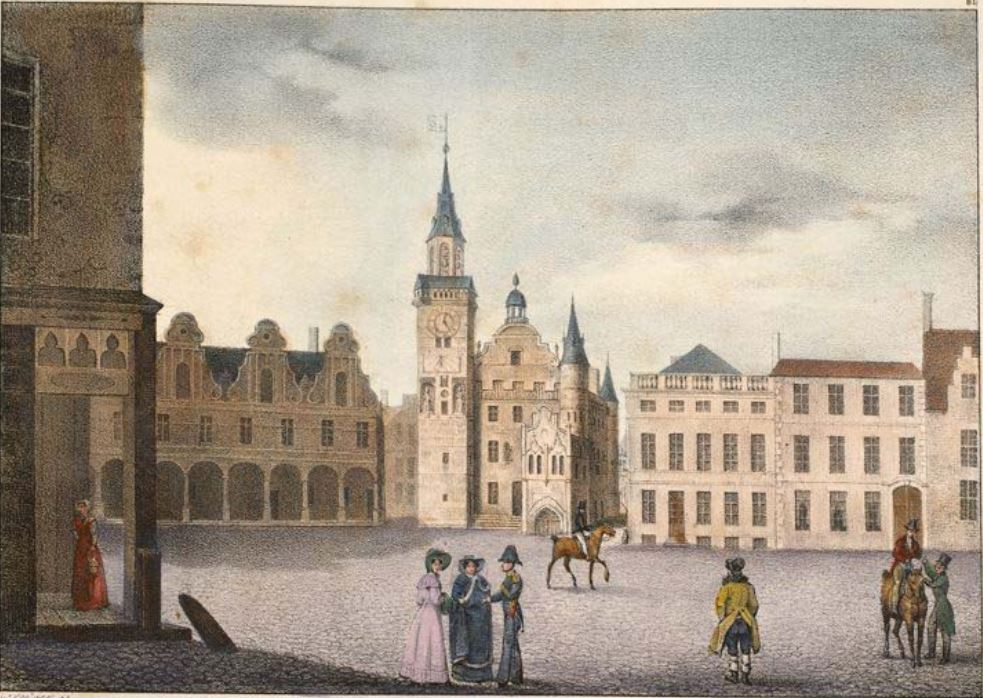
Aalst, 1830

Vanaf de opening van de spoorweg, in 1856, groeide Aalst uit tot een industriestad. Hier droegen de kanalisatie van de Dender en de uitbreiding van het spoorwegnet (1865) nog aan bij. Er ontstond textielindustrie (linnenweverijen, katoennijverheid, tricotage), lederverwerking en schoenindustrie, mouterijen, brouwerijen, stokerijen en dergelijke. Dit alles leidde tot de opkomst van een arm proletariaat dat zeer ongezond gehuisvest werd. Vaak werd binnen woonblokken nog gebouwd. Een en ander leidde tot een harde sociale strijd waar onder andere Louis Paul Boon naar refereerde in zijn roman: Pieter Daens.

### Wapenschild van Aalst

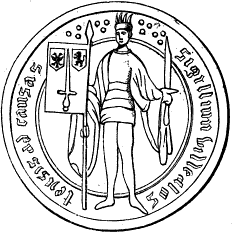
Het wapenschild in 1394

Het wapenschild van Aalst is een ontwerp van de zilversmid Nicolaas Colijn. Hij ontwierp het in 1394 als stadszegel voor poorterszaken voor de stad. Het wapenschild toont in het midden een zwaard; het symboliseert de autonome rechtsmacht en militaire weerstand van de stad. Als symbool voor de horigheid aan de Duitse keizer en de Graaf van Vlaanderen staan respectievelijk de Duitse adelaar en de Vlaamse Leeuw ook afgebeeld.

### Tweede Wereldoorlog
In de jaren voor Wereldoorlog II had het rechts-radicale Vlaams Nationaal Verbond een aanzienlijke aanhang in Aalst. De stad vormde samen met Brussel en Antwerpen een bolwerk van deze partij. Aalst werd tijdens beide wereldoorlogen door het Duitse leger bezet.
De gemeente werd rond 21 mei 1940 bezet door het Duitse leger en bevrijd op 3 september 1944. Minstens 2 weerstanders werden naar het Auffanglager van Breendonk getransporteerd. In de speciale Nacht und Nebel-concentratiekampen werden 7 weerstanders uit de gemeente ter dood gebracht door onthoofding. De site bel-memorial.org meldt ook herdenkingen van 6 verzetslieden uit de gemeente. Er is verder een gedenkteken der oud-pupillen gesneuveld voor het vaderland, het Nationaal oorlogsmonument Eerste en Tweede Wereldoorlog.

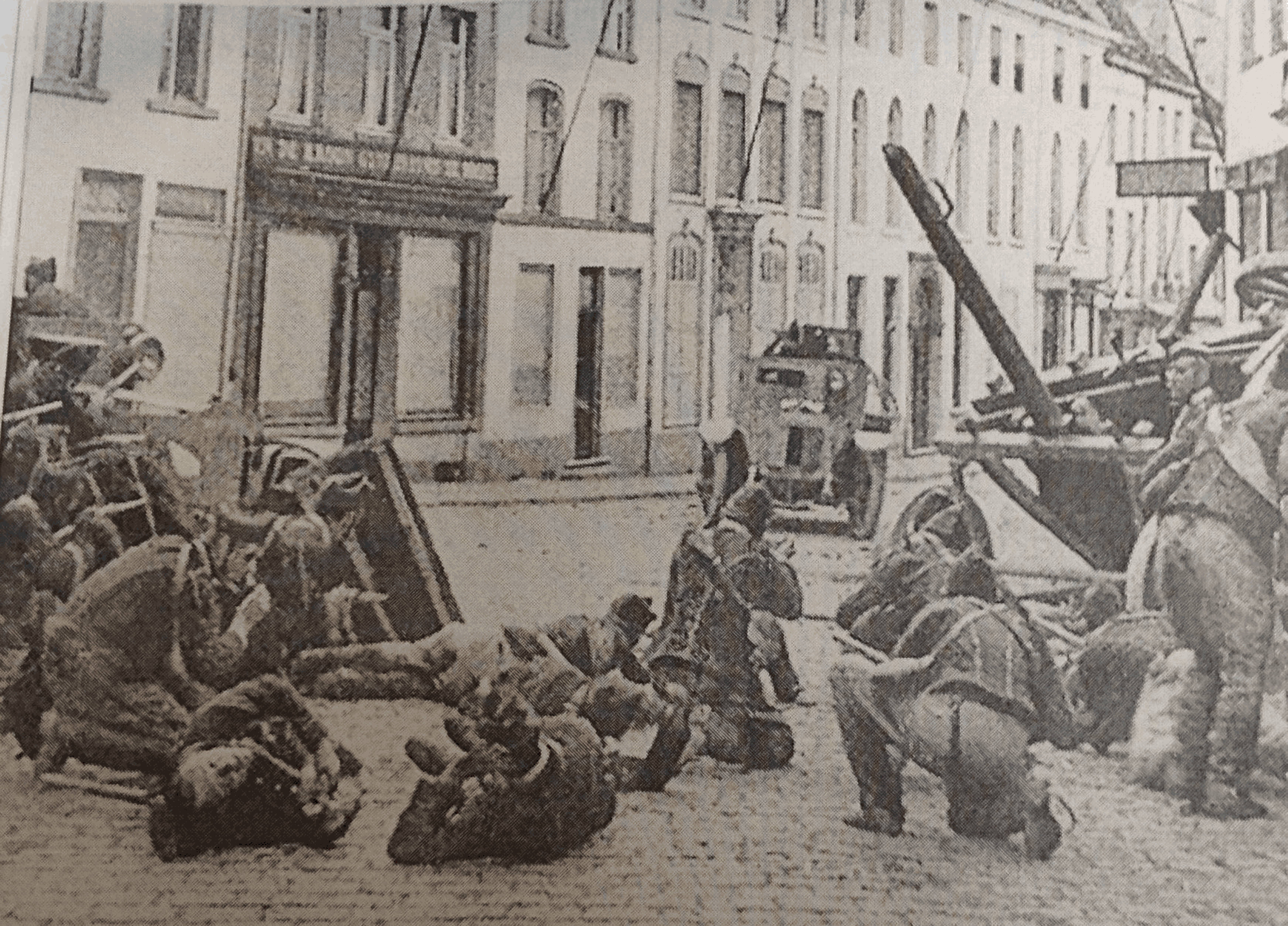
De slag om Aalst

Het gewapend verzet bestond ook hier uit verschillende groepjes naargelang de ideologische overtuiging of naar de specialisatie. Het Geheim Leger o.l.v. Basiel De Grève (VTI-leraar), de broers De Schaepdrijver, e.a., was eerder royalistisch-conservatief en o.a. ingeschakeld bij het droppen van spionnen, wapens en munitie. Het BVL (Belgisch Vrijwilligerslegioen) werd in Aalst vrij vlug opgerold door de aanhouding van meerdere leden (eind september 1942). Onderwijzer Henri Matthieu en 5 van zijn kompanen werden in Duitsland terechtgesteld (22/11/1943, onthoofding). Een van de grootste verzetsgroepen was het linkse OF (Onafhankelijkheidsfront) dat in Aalst geleid werd door o.a. Leon Bocken, Bert Van Hoorick, Mevr. C.Pletsier-De Groot. De Witte Brigade of groep Fidelio, met o.a. Robert Kiekens, legde zich vooral toe op het helpen ontsnappen van neergehaalde Engelse piloten. Het Bevrijdingsleger had zijn wortels in christendemocratische milieus. In Aalst werd de kern gevormd door politieagenten en rijkswachters (o.a. Hugo Lefevre, doodgemarteld in een Duits concentratiekamp). Rijkswachtcommandant Fernand Bouckenaere werd nog net voor de bevrijding (25/8/44) door de Duitsers gefusilleerd in het kamp van Oostakker omdat hij Aalsterse weerstanders gewaarschuwd had voor nakende Duitse razzia’s. In totaal werden 40 Aalstenaars terecht gesteld wegens verzetsdaden, 80 anderen zijn kortere of langere tijd opgesloten en/of gemarteld geweest door de Duitsers.
Tijdens WO II vonden zeker 40 Joden gedurende een kortere of langere periode een veilig onderduikadres in Aalst. Maar waarschijnlijk ligt dit getal nog hoger.

### Archeologische opgravingen
Na een radiometrische datering in de Sint-Martinuskerk in Aalst, bleek de kerk al in gebruik te zijn tussen het jaar 700 - 900 na Christus. Een bewijs dat Aalst langer bestaat dan historische bronnen lieten denken. In het jaar 2017 hadden archeologen van Solva opgravingen gedaan, ze namen deze opportuniteit toen er bleek dat er een nieuw verwarmingssysteem werd geïnstalleerd in de kerk. Uit deze opgravingen blijkt villa Alost niet de enige woonkern geweest te zijn, maar ook onder de speelplaats van het Sint-Jozefscollege en nu ook de Sint-Martinuskerk.
In 2004 werd een riem van 200 jaar oud gevonden, tegen liesbreuk. De eigenaar van de riem zou kloostermonnik Patrick geweest zijn.

## Oorsprong van de benaming 'Ajuin'
De spotnaam "ajuin" (in het Aalsters dialect: ajoin) is zowat uitgegroeid tot een aanduiding voor een inwoner van Aalst. Dit bleek bijvoorbeeld reeds uit een optocht in 1890, waarin ze de stad als een ajuin afbeeldden. Nu nog steeds wordt op de Grote Markt de ajuinworp gehouden, waarin men tracht het gouden ajuintje te winnen.
De spotnaam ajuin ligt in de 19e eeuw, toen in Aalst en omstreken de ajuinenteelt enorm floreerde. Naast de grote hopmarkt bestond er vroeger te Aalst ook een vermaarde uienmarkt. Een vroegere interpretatie zou teruggaan op een eigenaardigheid van het Aalsters dialect. Ajuin zou afkomstig zijn van het bevestigend antwoord "ha, ja hij", wat hetzelfde klinkt als de dialectische uitspraak van het zelfstandig naamwoord ajuin [uitspraak: a’join]. Deze verklaring wordt heden ten dage echter niet meer als correct beschouwd.
De oorsprong van de spotnaam "ajuinen" Enkele varianten van de spotnaam die men vooral vroeger gebruikte zijn: ajuinpelders, ajuinboeren en ajuinfretters. In een volksliedje uit Dendermonde van 1843 duikt de naam ajuinpelders voor het eerst op. Hiervan luidt de zesde strofe:
Ik kwam lestmael langs de Lombaertstraat gegaen
En ik vond daer eenen Aelstenaer staen,
Pelt ajuinen, pelt ajuinen, zei de Aalstenaer.

## Geografie
Aalst is gelegen in de Denderstreek. Het centrum van Aalst ligt grotendeels in het dal van de Dender, op een hoogte van ongeveer 10 tot 20 meter boven zeeniveau. Het hoogste punt van de stad Aalst zelf ligt halverwege tussen Aalst-centrum en de deelgemeente Herdersem, op 30 meter boven zeeniveau (Bosveld). Het hoogste punt van het hele grondgebied Aalst is te vinden in het Kravaalbos in de deelgemeente Meldert. Deze top komt 73m boven zeeniveau uit. Ten oosten, zuidoosten, zuiden en zuidwesten van de stad Aalst bevindt men zich al snel tussen de heuvels. Ten (zuid)oosten van Aalst is dit het Pajottenland, met toppen die 74-92 meter hoogte halen. Ten zuidwesten zijn dit de 'voorheuvels' van de Vlaamse Ardennen, dit met toppen tussen 67 en 85 meter hoogte. Geografisch gezien ligt Aalst in het centrum van België, ongeveer halverwege tussen Gent en Brussel.

### Kernen
Naast Aalst zelf bestaat de fusiegemeente nog uit de deelgemeenten Baardegem, Erembodegem, Gijzegem, Herdersem, Hofstade, Meldert, Moorsel en Nieuwerkerken. Het gehucht Edixvelde bevindt zich op de grens van Nieuwerkerken met Erpe en Mere, beide deelgemeenten van Erpe-Mere.

### Deelgemeenten
|   | Naam          | Opp. (km²) | Inwoners (2020) | Inwoners per km² | NIS-code |
| - | ------------- | ---------- | --------------- | ---------------- | -------- |
| 1 | Aalst         | 19,26      | 46.821          | 2.431            | 41002A   |
| 2 | Hofstade      | 6,61       | 5.980           | 905              | 41002B   |
| 3 | Gijzegem      | 4,70       | 3.373           | 717              | 41002C   |
| 4 | Herdersem     | 5,31       | 2.578           | 485              | 41002D   |
| 5 | Moorsel       | 9,50       | 5.136           | 540              | 41002E   |
| 6 | Baardegem     | 6,23       | 1.908           | 306              | 41002F   |
| 7 | Meldert       | 8,83       | 2.960           | 335              | 41002G   |
| 8 | Erembodegem   | 10,87      | 12.267          | 1.128            | 41002H   |
| 9 | Nieuwerkerken | 7,33       | 6.249           | 853              | 41002J   |

## Bezienswaardigheden

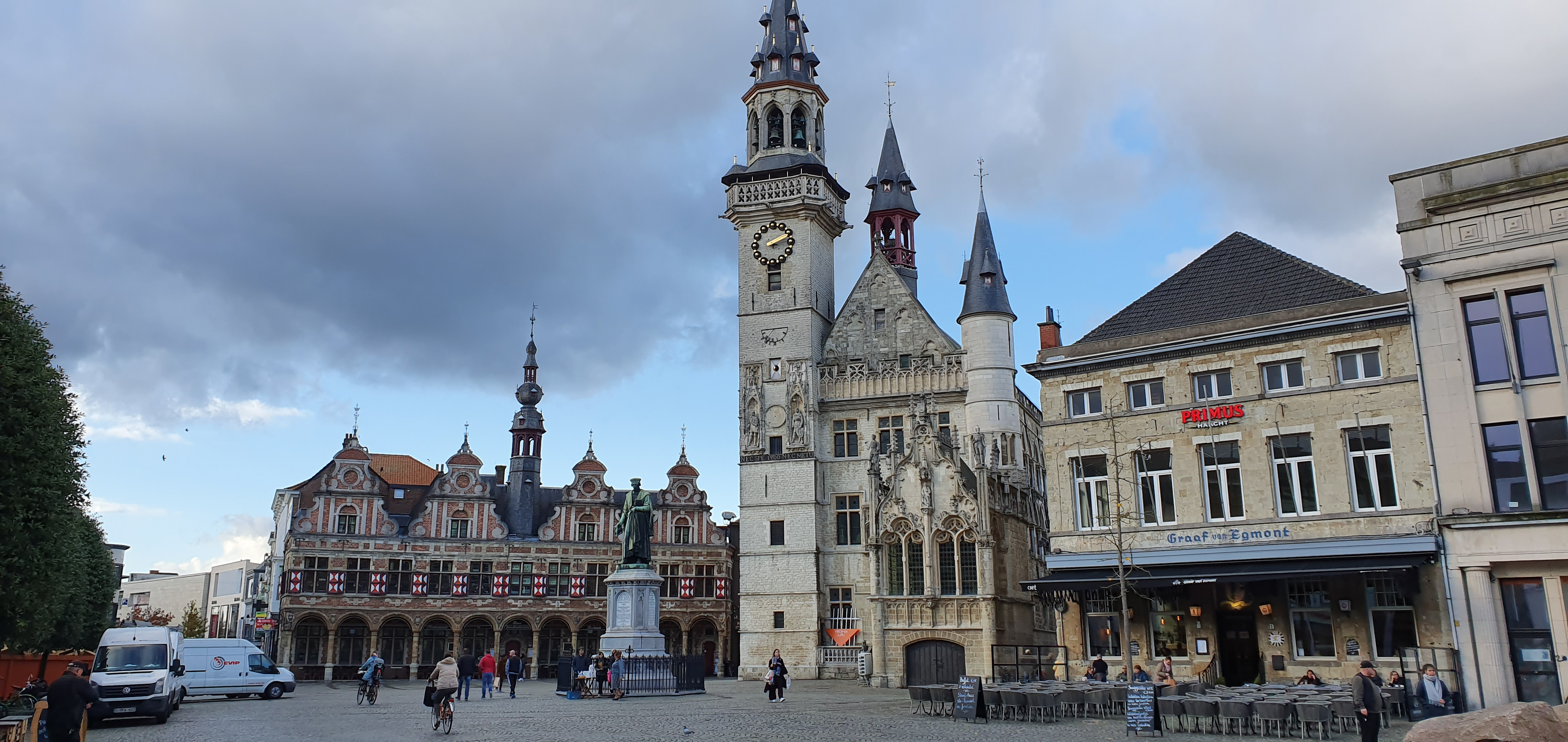
Het belfort

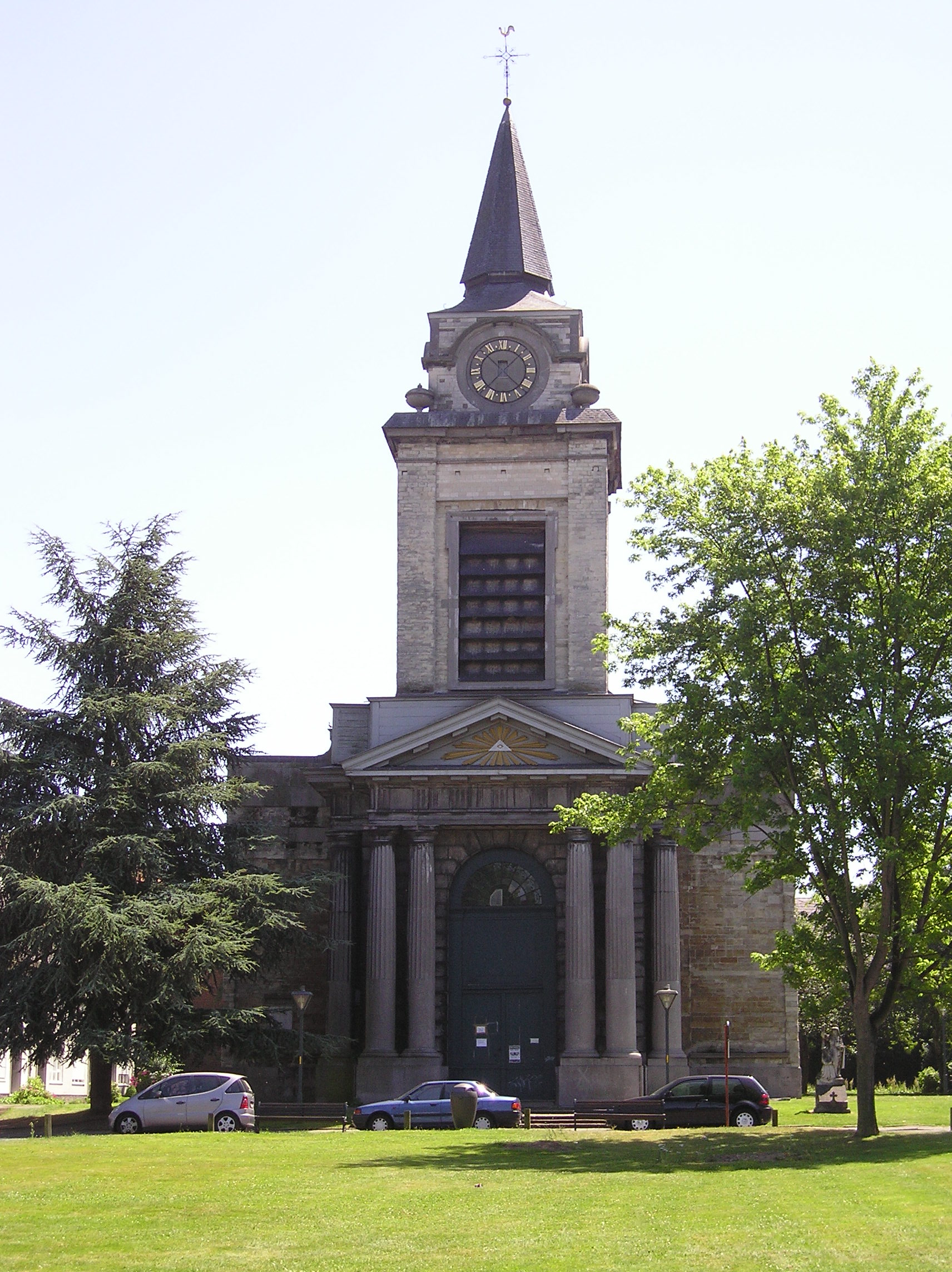
De Begijnhofkerk

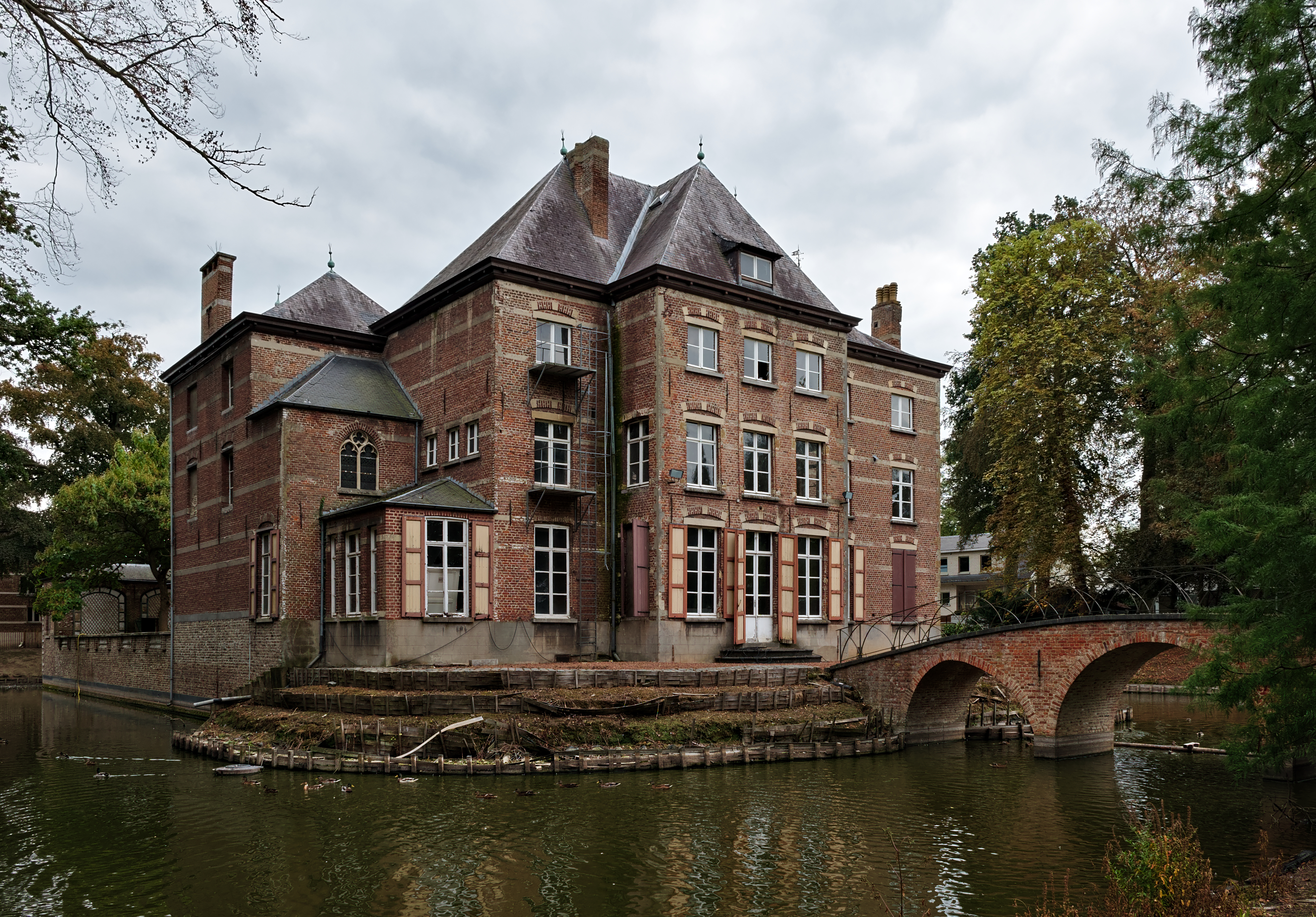
Kasteel Terlinden

### Kerken, kloosters en kapellen
- De Sint-Martinuskerk
- De Sint-Jozefkerk.
- De Heilig Hartkerk in de wijk Mijlbeek
- De Onze-Lieve-Vrouw van Bijstandkerk in de wijk Mijlbeek
- De Sint-Annakerk aan de Oude Gentbaan
- De Sint-Catharinakerk van het Begijnhof Aalst
- Het Oude Kapucijnenklooster aan de Graanmarkt
- Het Kapucijnenklooster aan de Capucienenlaan
- De Onze-Lieve-Vrouw van Meuleschettekapel aan de Dirk Martensstraat
- De Heilige Geestkapel aan de Kattestraat
- De Onze-Lieve-Vrouw Ter Druivenkapel in de Molenstraat

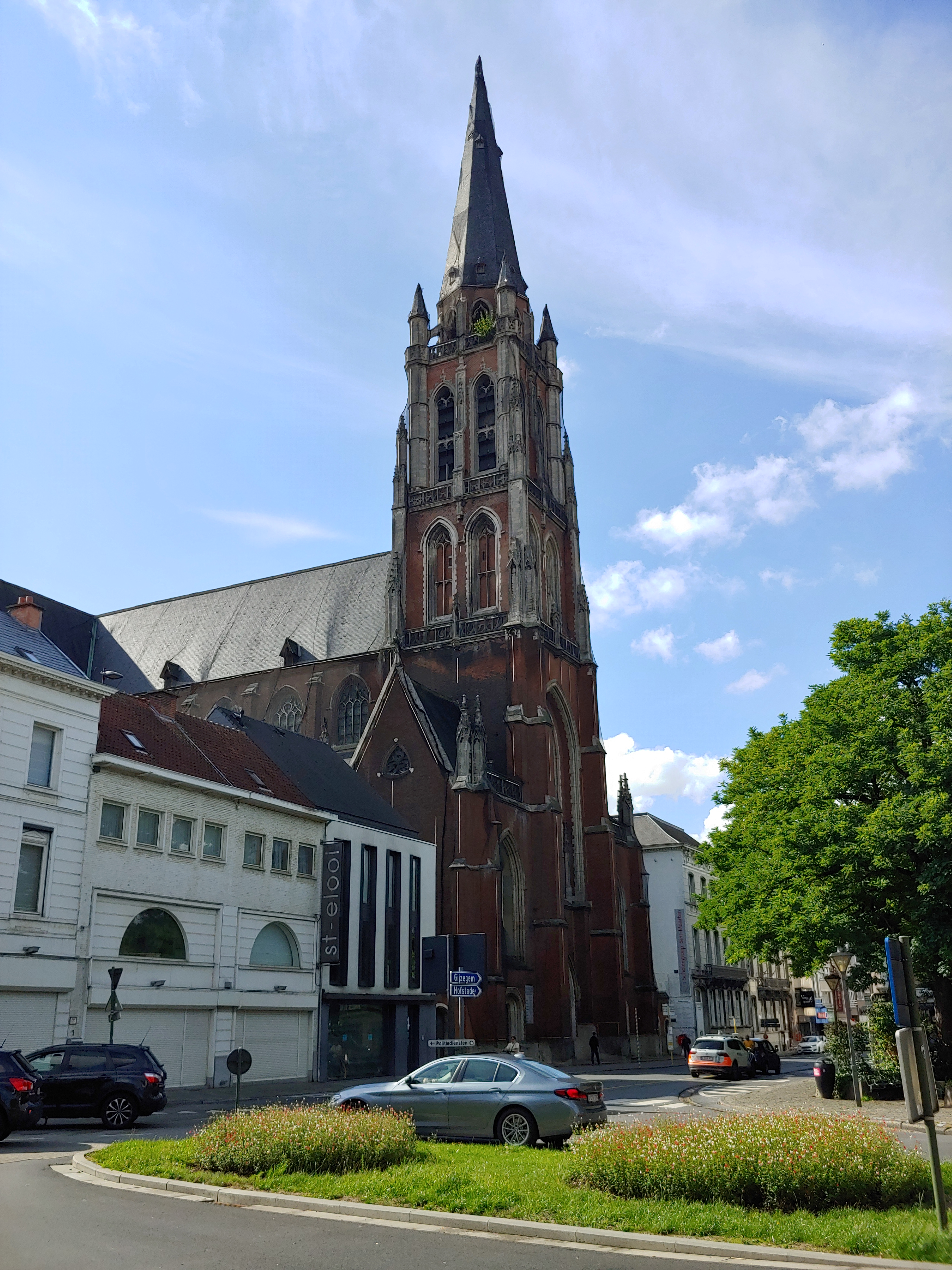
De Sint-Jozefkerk

- De Sint-Jobkapel
- De Sint-JozefkerkDe Sint-Antonius van Paduakapel

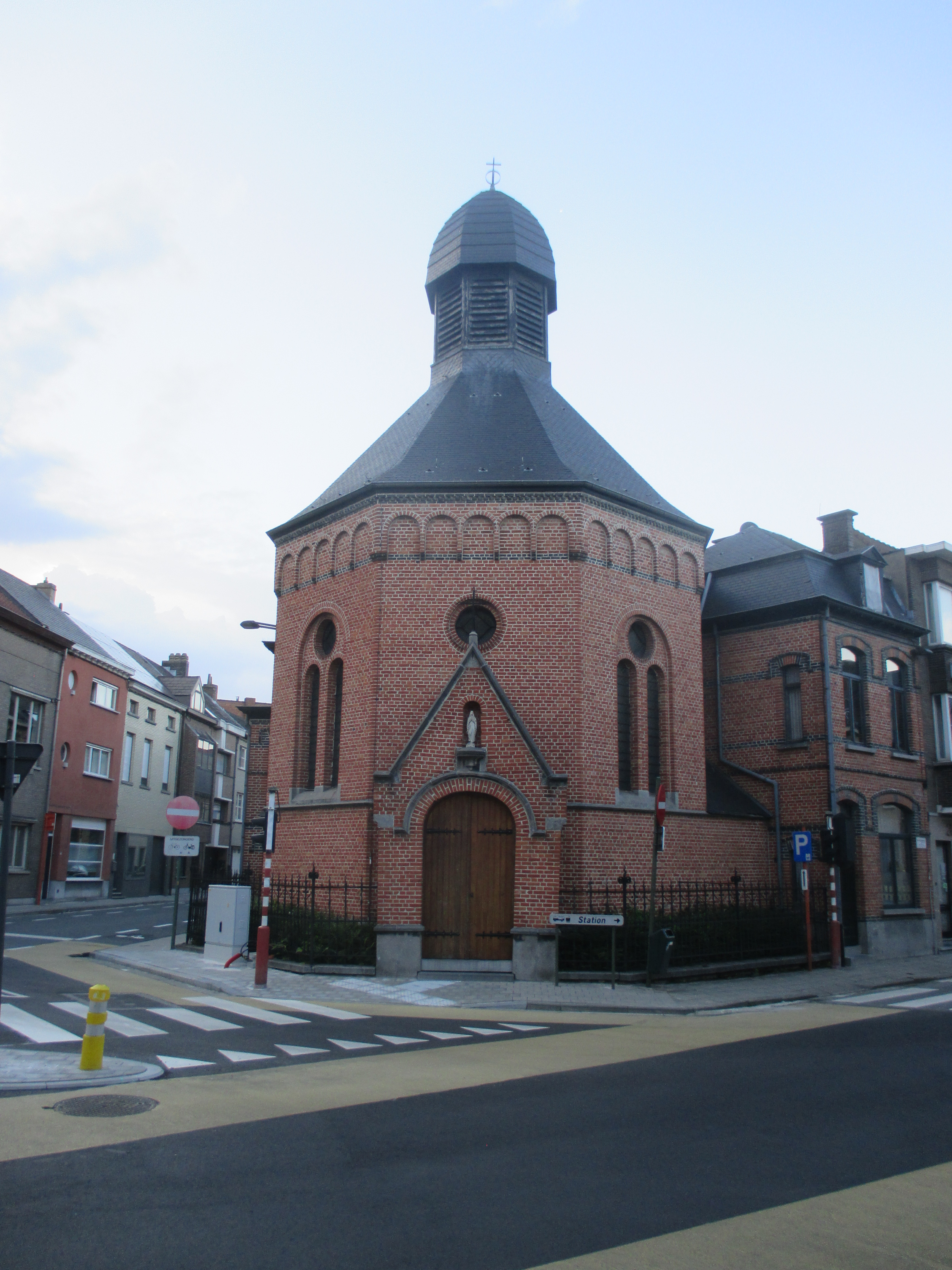
Onze-Lieve-Vrouw van Meuleschettekapel

### Andere bezienswaardigheden
- Het Schepenhuis met het belfort (in het Aalsters dialect spreekt men van den tettentoeren) - dit staat op de UNESCO werelderfgoedlijst als onderdeel van de "belforten in België en Frankrijk"
- De Borse (Beurs) van Amsterdam
- Het Stadhuis met het Landhuis
- Het Onze-Lieve-Vrouwehospitaal, waarin museum 't Gasthuys gevestigd is (zie hieronder)
- Het Sint-Jozefscollege
- Het Kasteel Terlinden
- Het Kasteel van Muylem
- Het Kasteel Ronsevaal in Mijlbeek
- Het Kasteel Overhamme in Mijlbeek
- Het Landhuis Rozenhof in Mijlbeek
- De Molen van Mossevelde
- Diverse historische huizen
- Museum 't Gasthuys, Stedelijk Museum Aalst in het Onze-Lieve-Vrouwehospitaal (bevat onder andere een carnavalsmuseum, de geschiedenis van Aalst).
- Utopia Aalst

### Houtig Erfgoed
- Een Japanse notenboom achter het stadhuis. Deze  boom wordt ook wel de 'stinkpruim van de stad' genoemd.
- Een solitaire beuk achter het stadhuis bij de 'woning Eeman'. Deze boom werd geklasseerd als cultuurhistorisch landschap.
- In Nieuwerkerken staan een dikke winterlinde met boomkapel en enkele erg zeldzame zwarte populieren. Ze werden samen met enkele canadapopulieren, een schietwilg en kaphaag van haagbeuk beschermd als monument omwille van de uitzonderlijke erfgoedwaarde.
- Een zwarte populier op de grens van Erembodegem met Affligem. Deze boom werd geklasseerd en had in 2016 een omtrek van 570 cm.
- Een geklasseerde linde als vrijheidsboom in Hofstade. Deze boom werd na de Eerste Wereldoorlog geplant.
- Een monumentale rode beuk in Nieuwerkerken. Deze boom  had in 2015  een omtrek van 460 cm.
- Een jonge vredesboom nabij de Sint-Annabrug. Deze werd in 2018 geplant ter herdenking van het einde van de Eerste Wereldoorlog.
- In de tuin van een herenhuis staat een bijzondere zilverlinde.
- In Mijlbeek staat een imposante  knotpopulier.  De boom is al lange tijd niet meer geknot waardoor hij een bijzondere groeivorm heeft ontwikkeld.
- In Nieuwerkerken staat langs het 'Pennewegje' een oude veekeringshaag van meidoorn en haagbeuk.
- Nog in Nieuwerkerken staat een gekandelaberde zwarte populier met een zeldzame beheersvorm.

### Centrumstad
Aalst is door de Vlaamse Regering erkend als centrumstad, wat betekent dat het qua uitrustingsniveau bij de dertien grootste steden van Vlaanderen gerekend mag worden als 'regionale stad'. Uit onderzoek bleek wel dat Aalst geen belangrijke stedelijke invloed uitoefent op de gemeenten in de omgeving. De reden hiervoor is dat de omgeving van Aalst eerder op Brussel is afgestemd dan op Aalst: "Aalst ligt in de schaduw van Brussel, zonder zichtbare suburbanisatie".

## Natuur en landschap

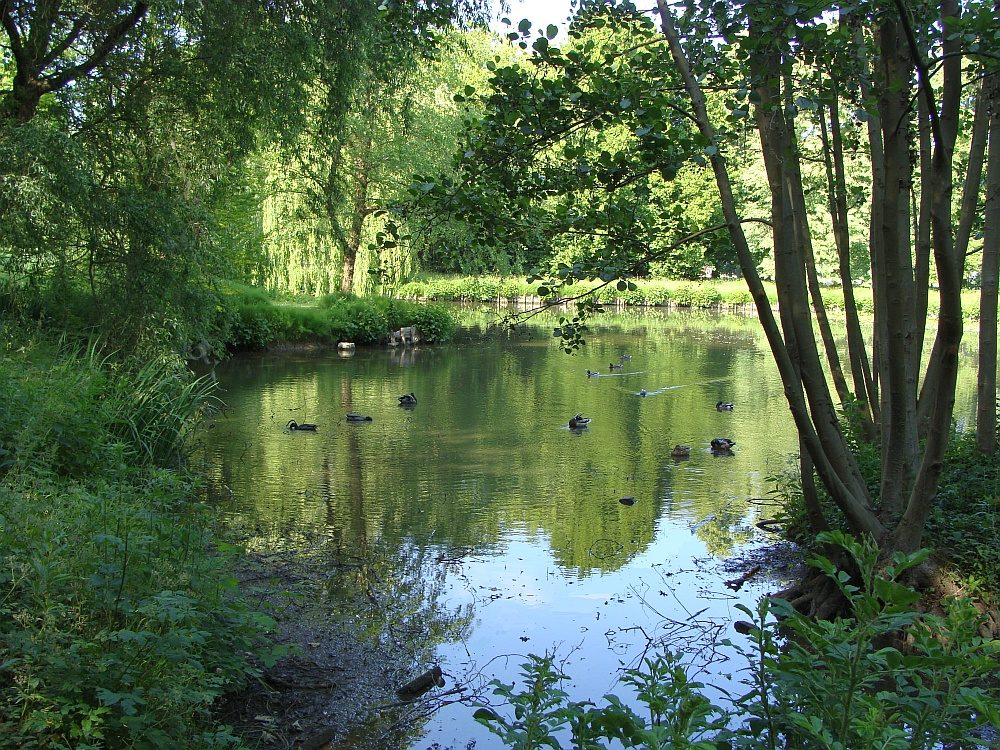
Stadspark

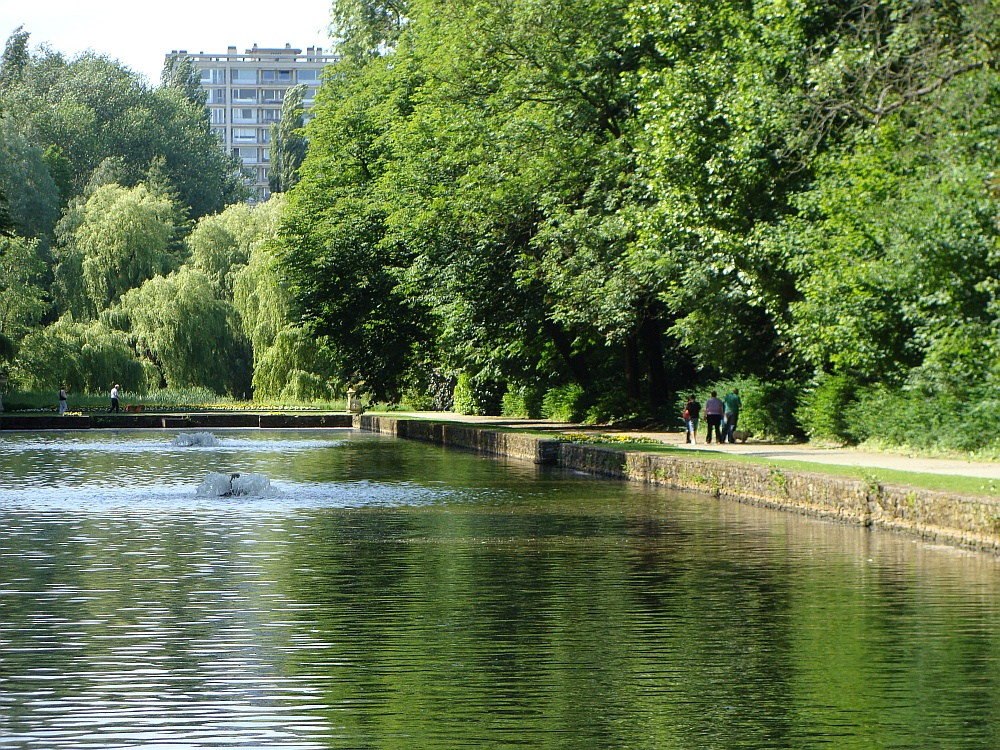
Stadspark (spiegelvijver)

Aalst ligt aan de Dender en in Zandlemig Vlaanderen. De hoogte loopt op tot ongeveer 25 meter. 
Aalst kent een aantal parken:
- Het Stadspark dat in het zuiden overgaat in natuurgebied het Osbroek.
- Het Koningin Astridpark.
- Het Rozekensbos
- Het Zwembadpark
- Parktuin Schelfhout

In de omgeving van Aalst liggen verder een aantal kasteeldomeinen en natuurgebieden:
- Het natuurgebied Kluizenbos
- Het natuurgebied Honegem
- Het natuurgebied Gerstjens
- De vallei van de Dender (die te volgen is met een fietspad) met het natuurgebied Beneden-Dender

## Demografie

### Demografische ontwikkeling van deelgemeente Aalst
- Bronnen:NIS en Stad Aalst - Opm:1806 t/m 1970=volkstellingen; vanaf 1977=inwonertal per 1 januari
- 1971: gebiedsuitwisselingen met Erembodegem
- bron: Stad Aalst - registratie bevolking: inwoners;https://web.archive.org/web/20210815122031/https://aalst.be/documenten/publicaties/wonen_en_leven/bevolkingsstatistieken_cijfers_2012.pdf

### Demografische ontwikkeling van de fusiegemeente
Alle historische gegevens hebben betrekking op de huidige gemeente, inclusief deelgemeenten, zoals ontstaan na de fusie van 1 januari 1977.
- Bronnen:NIS, Opm:1831 tot en met 1981=volkstellingen; 1990 en later= inwonertal op 1 januari

| Inwoners van jaar tot jaar op 1 januari 1992 tot heden | Inwoners van jaar tot jaar op 1 januari 1992 tot heden | Inwoners van jaar tot jaar op 1 januari 1992 tot heden |
| jaar                                                   | Aantal                                                 | Evolutie: 1992=index 100                               |
| ------------------------------------------------------ | ------------------------------------------------------ | ------------------------------------------------------ |
| 1992                                                   | 76.453                                                 | 100,0                                                  |
| 1993                                                   | 76.514                                                 | 100,1                                                  |
| 1994                                                   | 76.360                                                 | 99,9                                                   |
| 1995                                                   | 76.256                                                 | 99,7                                                   |
| 1996                                                   | 76.179                                                 | 99,6                                                   |
| 1997                                                   | 76.197                                                 | 99,7                                                   |
| 1998                                                   | 76.291                                                 | 99,8                                                   |
| 1999                                                   | 76.223                                                 | 99,7                                                   |
| 2000                                                   | 76.313                                                 | 99,8                                                   |
| 2001                                                   | 76.470                                                 | 100,0                                                  |
| 2002                                                   | 76.382                                                 | 99,9                                                   |
| 2003                                                   | 76.779                                                 | 100,4                                                  |
| 2004                                                   | 76.852                                                 | 100,5                                                  |
| 2005                                                   | 77.007                                                 | 100,7                                                  |
| 2006                                                   | 77.360                                                 | 101,2                                                  |
| 2007                                                   | 77.790                                                 | 101,7                                                  |
| 2008                                                   | 78.287                                                 | 102,4                                                  |
| 2009                                                   | 79.052                                                 | 103,4                                                  |
| 2010                                                   | 80.043                                                 | 104,7                                                  |
| 2011                                                   | 81.062                                                 | 106,0                                                  |
| 2012                                                   | 81.853                                                 | 107,1                                                  |
| 2013                                                   | 82.587                                                 | 108,0                                                  |
| 2014                                                   | 83.347                                                 | 109,0                                                  |
| 2015                                                   | 83.709                                                 | 109,5                                                  |
| 2016                                                   | 85.715                                                 | 110,3                                                  |
| 2017                                                   | 84.859                                                 | 111,0                                                  |
| 2018                                                   | 85.715                                                 | 112,1                                                  |
| 2019                                                   | 86.445                                                 | 113,1                                                  |
| 2020                                                   | 87.332                                                 | 114,2                                                  |
| 2021                                                   | 87.978                                                 | 115,1                                                  |
| 2022                                                   | 88.854                                                 | 116,2                                                  |
| 2023                                                   | 90.068                                                 | 117,8                                                  |
| 2024                                                   | 90.995                                                 | 119,0                                                  |
| 2025                                                   | 92.131                                                 | 120,5                                                  |

## Levensbeschouwing

### Atheïsme
Aalst telt 1 Huis van de Mens.

### Christendom

#### Rooms-Katholieke Kerk
Aalst is onderdeel van het dekenaat Aalst. De parochie in Aalst-Linkeroever telt 7 kerken op haar grondgebied. De oudsten zijn de Sint-Martinuskerk, befaamd voor het Rubensschilderij en omdat deze kerk nooit volledig afgewerkt werd, en de Sint-Jozefkerk die thans in hevige restauratie is, vanwege stabiliteitsproblemen.

#### Protestantisme
Aalst telt 1 protestantse kerk behorend tot het VPKB, de kerk heet: Opstandingskerk.

#### Evangelisme
Aalst telt verscheidene Evangelische kerken, onder meer: Het Kruispunt

#### Jehova's getuigen
Aalst heeft een kerk van de Jehova's getuigen, deze zijnde gelegen in de Asserendries.

#### Oosters-Orthodoxe kerk
De Begijnhofkerk van Aalst fungeert thans als Oosters-Orthodoxe kerk door de Roemeense gemeenschap van Aalst.

## Politiek

### Structuur
De stad Aalst ligt in het kieskanton Aalst (dat identiek is aan het provinciedistrict Aalst) en ligt in het kiesarrondissement Aalst-Oudenaarde en de kieskring Oost-Vlaanderen.
| Aalst            | Aalst            | Supranationaal         | Nationaal                         | Nationaal                 | Gemeenschap               | Gewest                    | Provincie                 | Arrondissement   | Provinciedistrict | Kanton          | Gemeente        |
| ---------------- | ---------------- | ---------------------- | --------------------------------- | ------------------------- | ------------------------- | ------------------------- | ------------------------- | ---------------- | ----------------- | --------------- | --------------- |
| Administratief   | Niveau           | Europese Unie          | België                            | België                    | Vlaanderen                | Vlaanderen                | Oost-Vlaanderen           | Aalst            | Aalst             | Aalst           | Aalst           |
| Administratief   | Bestuur          | Europese Commissie     | Belgische regering                | Belgische regering        | Vlaamse regering          | Vlaamse regering          | Deputatie                 | Deputatie        | Deputatie         | Deputatie       | Gemeentebestuur |
| Administratief   | Raad             | Europees Parlement     | Kamer van volksvertegenwoordigers | Vlaams Parlement          | Vlaams Parlement          | Vlaams Parlement          | Provincieraad             | Provincieraad    | Provincieraad     | Provincieraad   | Gemeenteraad    |
| Kiesomschrijving | Kiesomschrijving | Nederlands Kiescollege | Kieskring Oost-Vlaanderen         | Kieskring Oost-Vlaanderen | Kieskring Oost-Vlaanderen | Kieskring Oost-Vlaanderen | Kieskring Oost-Vlaanderen | Aalst-Oudenaarde | Aalst             | Aalst           | Aalst           |
| Verkiezing       | Verkiezing       | Europese               | Federale                          | Federale                  | Vlaamse                   | Vlaamse                   | Provincieraads-           | Provincieraads-  | Provincieraads-   | Provincieraads- | Gemeenteraads-  |

### (Voormalige) Burgemeesters
| Tijdspanne | Tijdspanne  | Burgemeester                                  |
| ---------- | ----------- | --------------------------------------------- |
|            | 1743 - 1751 | Jean Jacques Philippe Vilain XIIII            |
|            | ? - ?       | Anthon de Waepenaert                          |
|            | 1794 - 1808 | Egide Boterdael                               |
|            | 1808 - 1813 | Romain François Terlinden                     |
|            | 1814 - 1815 | Jean-Baptiste Lefebvre                        |
|            | 1816 - 1817 | Jan-Frans Eylenbosch                          |
|            | 1817 - 1818 | Charles de Ruddere                            |
|            | 1818 - 1824 | Karel de Waepenaert (regeringsgezind)         |
|            | 1824 - 1830 | François Xavier de Vilander                   |
|            | 1830 - 1833 | Jozef De Wolf (katholiek)                     |
|            | 1833 - 1848 | Frederik Van Der Noot (katholiek)             |
|            | 1848 - 1867 | Guillaume De Gheest (LP)                      |
|            | 1867 - 1871 | Alexander Van Langenhove (LP)                 |
|            | 1871 - 1896 | Victor Van Wambeke (Kath. Partij)             |
|            | 1896 - 1914 | Leo Gheeraerdts (Kath. Partij)                |
|            | 1914 - 1918 | Jaak Van den Bergh (Kath. Partij, waarnemend) |
|            | 1919        | Leo Gheeraerdts (Kath. Partij)                |
|            | 1919 - 1925 | Felix De Hert (Kath. Partij / Kath. Verb.)    |

| Tijdspanne | Tijdspanne   | Burgemeester                                    |
| ---------- | ------------ | ----------------------------------------------- |
|            | 1925         | Eugeen Bosteels (Kath. Verb.)                   |
|            | 1925         | Karel Leopold Van Opdenbosch (CVP*, waarnemend) |
|            | 1925 - 1932  | Romain Moyersoen (Kath. Verb.)                  |
|            | 1933 - 1940  | Alfred Nichels (BWP)                            |
|            | 1940         | Eugène Deprez (BWP, waarnemend)                 |
|            | 1940 - 1944  | Victor Bocque (VNV, oorlogsburgemeester)        |
|            | 1944 - 1947  | Alfred Nichels (BWP)                            |
|            | 1947 - 1952  | Jozef Borreman CVP)                             |
|            | 1952 - 1956  | Oscar Debunne (BSP)                             |
|            | 1956 - 1971  | Frans Blanckaert (BSP)                          |
|            | 1971 - 1976  | Marcel De Bisschop (CVP)                        |
|            | 1977 - 1982  | Louis D'Haeseleer (PVV)                         |
|            | 1982 - 1983  | Eddie Monsieur (SP, waarnemend)                 |
|            | 1983 - 1987  | Raymond Uyttersprot (CVP)                       |
|            | 1987 - 1988  | Maurice De Kerpel (CVP)                         |
|            | 1989 - 2006  | Annie De Maght (PVV / VLD)                      |
|            | 2007 - 2012  | Ilse Uyttersprot (CD&V)                         |
|            | 2013 - heden | Christoph D'Haese (N-VA)                        |

### Geschiedenis

#### Legislatuur 1989 - 1994
De SP werd nipt de grootste partij met 23,93 %, gevolgd door de PVV (23,85%) en de CVP(23,71%). Alle drie de traditionele partijen kregen 11 zetels. Zowel de CVP (−6,59%) als de Volksunie (−6,09%) moesten een verlies incasseren, in mindere mate zagen ook de SP (−0,33%) en de KP (−0,64%) hun stemmenaantal licht achteruitgaan. Winst was er voor de Vrije Democraten (VD), die bij hun eerste (en enige) verkiezingsdeelname onmiddellijk 8,7% van de kiezers konden overtuigen, goed voor 3 zetels. Agalev deed deze legislatuur zijn intrede in de gemeenteraad met een verkozene, ze behaalden 5,38% (+ 1,92%) en ook de PVV (+3,45% ) ging er op vooruit. Het Vlaams Blok ten slotte behaalde 1,71%, een lichte vooruitgang (+0,36%) ten overstaan van de gemeenteraadsverkiezingen van 1982.
Burgemeester werd Annie De Maght (PVV), ze bestuurde een coalitie met de SP van onder andere Edgard Hooghuys en de VD van André-Emiel Bogaert. In 1992 maakte Bogaert de overstap naar de VLD.

#### Legislatuur 2013 - 2018
Burgemeester was Christoph D'Haese (N-VA). Hij leidde een coalitie bestaande uit N-VA, CD&V en sp.a. Samen vormden ze de meerderheid met 30 op 43 zetels. Na de breuk in de Aalsterse afdeling van de sp.a van januari 2014 werd dit een coalitie van N-VA, CD&V en SD&P met een meerderheid van 28 op 43 zetels.
Schepenen waren Ilse Uyttersprot (CD&V), Karim Van Overmeire (N-VA), Ann Van de Steen (SD&P), Mia De Brouwer (N-VA), Iwein De Koninck (CD&V), Dylan Casaer (SD&P), Caroline Verdoodt (N-VA), Paul Stockman (CD&V) en Sarah Smeyers (N-VA).

#### Legislatuur 2019 - 2024
Voor de gemeenteraadsverkiezingen van 2018 vormde SD&P zich om tot Lijst A. Bij de verkiezingen werd de N-VA van burgemeester Christoph D'Haese opnieuw de grootste met een derde van de stemmen. Het Vlaams Belang groeide sterk en werd de tweede partij terwijl de drie traditionele partijen achteruitgingen. Een kleine twee maanden later vormde Christoph D'Haese een nieuwe coalitie met Open Vld en CD&V. Burgemeester D'Haese volgde zichzelf op, terwijl vijf schepenmandaten naar de N-VA gingen. Er gingen twee en een schepenmandaten naar respectievelijk CD&V en Open Vld. In december 2019 verliet schepen Katrien Beulens de CD&V-fractie. Na het overlijden van schepen Ilse Uyttersprot in augustus 2020, had CD&V geen vertegenwoordigers meer in het college. De coalitie bestaat sindsdien dus uit de partijen Open VLD, N-VA en 1 onafhankelijke schepen.

#### Legislatuur 2024 - 2030
Bij de verkiezingen van oktober 2024 bleef de N-VA van burgemeester Christoph D'Haese opnieuw de grootste partij met 31 procent van de stemmen. Het Vlaams Belang werd weer tweede  en klom naar 20 procent. De socialisten kwam opnieuw op met een lijst en werden de derde grootste partij, terwijl CD&V-Team, de liberalen van Voor Aalst en Groen achteruitgingen. Het radicaal-linkse PVDA kwam voor het eerst in de gemeenteraad. Burgemeester D'Haese bleef aan de macht en vormde een bestuur met CD&V en Voor Aalst, die samen met N-VA 25 van de 45 zetels hadden behaald. Er werden acht schepenen aangesteld, vijf voor N-VA, twee voor CD&V-Team en een voor Voor Aalst.

#### Resultaten gemeenteraadsverkiezingen sinds 1976
| Partij of kartel     | Partij of kartel                                | 10-10-1976 | 10-10-1976 | 10-10-1982 | 10-10-1982 | 9-10-1988 | 9-10-1988 | 9-10-1994 | 9-10-1994 | 8-10-2000 | 8-10-2000 | 8-10-2006 | 8-10-2006 | 14-10-2012 | 14-10-2012 | 14-10-2018 | 14-10-2018 | 13-10-2024 | 13-10-2024 |
| Stemmen / Zetels     | Stemmen / Zetels                                | %          | 43         | %          | 41         | %         | 41        | %         | 41        | %         | 41        | %         | 41        | %          | 43         | %          | 43         | %          | 45         |
| -------------------- | ----------------------------------------------- | ---------- | ---------- | ---------- | ---------- | --------- | --------- | --------- | --------- | --------- | --------- | --------- | --------- | ---------- | ---------- | ---------- | ---------- | ---------- | ---------- |
|                      | PVDA1/ PVDA+2                                   | -          |            | 0,21       | 0          | -         |           | 0,281     | 0         | -         |           | 0,742     | 0         | 1,192      | 0          | 1,811      | 0          | 4,01       | 1          |
|                      | SP1/ sp.a-spirit2/ sp.a3/ Vooruit4              | 21,041     | 9          | 24,261     | 11         | 23,931    | 11        | 24,271    | 11        | 20,921    | 9         | 19,252    | 8         | 16,393     | 7          | 7,563      | 3          | 14,04      | 7          |
|                      | Lijst A                                         | -          |            | -          |            | -         |           | -         |           | -         |           | -         |           | -          |            | 6,93       | 2          | 14,04      | 7          |
|                      | Agalev1/ Groen!2/ Groen3                        | -          |            | 3,461      | 0          | 5,381     | 1         | 5,011     | 1         | 6,671     | 2         | 4,702     | 1         | 5,883      | 2          | 9,373      | 4          | 6,93       | 2          |
|                      | PVV1/ VLD2/ VLD-VIVANT3/ Open Vld4/ Voor Aalst5 | 24,141     | 11         | 20,41      | 9          | 23,851    | 11        | 31,242    | 14        | 30,682    | 14        | 18,543    | 8         | 17,304     | 7          | 10,444     | 4          | 7,55       | 3          |
|                      | CVP1/ CD&V-N-VAB/ CD&V2                         | 34,561     | 16         | 30,31      | 14         | 23,711    | 11        | 23,171    | 10        | 20,981    | 9         | 21,30B    | 9         | 17,302     | 8          | 13,402     | 6          | 12,72      | 6          |
|                      | VU1/ VU&ID2/ CD&V-N-VAB/ N-VA3                  | 16,771     | 7          | 17,61      | 7          | 11,511    | 4         | 6,51      | 2         | 6,882     | 2         | 21,30B    | 9         | 31,143     | 15         | 33,163     | 16         | 31,23      | 16         |
|                      | Vlaams Blok1/ Vlaams Belang2                    | -          |            | 1,351      | 0          | 1,711     | 0         | 8,31      | 3         | 13,871    | 5         | 22,812    | 10        | 10,802     | 4          | 17,332     | 8          | 20,92      | 10         |
|                      | De Stadslijst                                   | -          |            | -          |            | -         |           | -         |           | -         |           | -         |           | -          |            | -          |            | 3,01       | 0          |
|                      | BLAUW                                           | -          |            | -          |            | -         |           | -         |           | -         |           | 11,63     | 5         | -          |            | -          |            | -          |            |
|                      | VD                                              | -          |            | -          |            | 8,7       | 3         | -         |           | -         |           | -         |           | -          |            | -          |            | -          |            |
| Anderen(*)           | Anderen(*)                                      | 3,49       | 0          | 2,43       | 0          | 1,22      | 0         | 1,23      | 0         | -         |           | 1,03      | 0         | -          |            | -          |            | -          |            |
| Totaal stemmen       | Totaal stemmen                                  | 58.479     | 58.479     | 57.147     | 57.147     | 57.539    | 57.539    | 56.596    | 56.596    | 57.013    | 57.013    | 58.265    | 58.265    | 56.966     | 56.966     | 58.148     | 58.148     | 39.453     | 39.453     |
| Opkomst %            | Opkomst %                                       |            |            |            |            | 94,96     | 94,96     | 93,27     | 93,27     | 92,87     | 92,87     | 94,23     | 94,23     | 89,87      | 89,87      | 90,76      | 90,76      | 60,5       | 60,5       |
| Blanco en ongeldig % | Blanco en ongeldig %                            | 2,65       | 2,65       | 4,14       | 4,14       | 4,11      | 4,11      | 4,43      | 4,43      | 4,12      | 4,12      | 3,85      | 3,85      | 2,41       | 2,41       | 3,09       | 3,09       | 0,8        | 0,8        |

De rode cijfers naast de gegevens duiden aan onder welke naam de partijen telkens bij een verkiezing opkwamen.

De zetels van de gevormde coalitie staan vetjes afgedrukt

(*) 1976: KPB (2,72%), PMO-C (0,77%) / 1982: KPB (1,86%), PEEL (0,57%) / 1988: KP (1,22%) / 1994: W.O.W. (1,00%), SD (0,23%) / 2006: PLUS (1,03%)
Onderstaande grafiek toont de evolutie van de zetelaantallen binnen de Aalsterse gemeenteraad.

## Gezondheidszorg

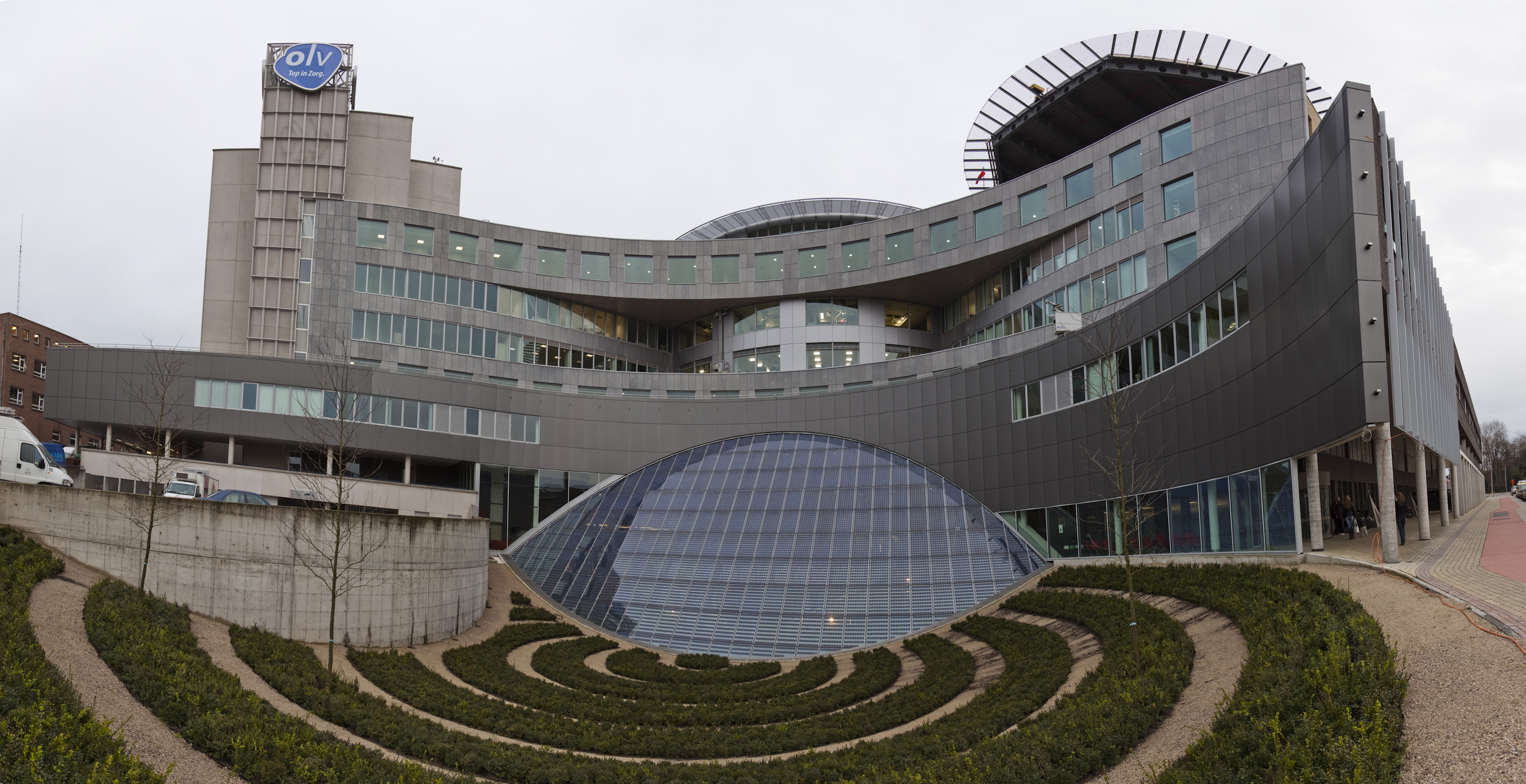
Het Onze-Lieve-Vrouwziekenhuis campus Aalst

In Aalst vindt men twee ziekenhuizen, namelijk het Onze-Lieve-Vrouwziekenhuis (OLV Ziekenhuis) en het Algemeen Stedelijk Ziekenhuis (ASZ). Met name het OLV Ziekenhuis is bekend om zijn diensten cardiologie, cardiochirurgie en urologie. In 2025 zou het OLV en het ASZ fuseren en zo een van de grootste ziekenhuizen in België maken.

## Krant
Vanaf 1870 tot 1984 bestond De Gazet van Aalst. Tot heden bestaat ook Het Land van Aalst (sinds 1949) dat de naam deelt met het Daensistisch tijdschrift Het Land van Aelst alsook De Werkman die daarna de naam Het Land van Aalst had. Sinds 2015, wordt er Maandelijks ook het tijdschrift Chipka uitgedeeld aan de inwoners van Aalst, vernoemd naar het historische eiland.

## Mobiliteit

### Fiets
Door Aalst lopen verschillende fietssnelwegen. De F414 tussen naar Zottegem, de F220 naar Aalst, de F27 naar Londerzeel en de F43 naar Sint-Niklaas vertrekken allemaal in de stad. Ook de F2 die tussen Gent en Brussel loopt doorkruist Aalst. De meeste van deze fietssnelwegen komen samen aan het station van Aalst.

### Openbaar vervoer

#### Bus
Aalst heeft 4 stadsbuslijnen, allen vertrekken op perron 1 van het busstation van Aalst. Dit is gelegen aan het treinstation. Daarnaast zijn er heel wat regionale buslijnen die de stad aandoen.

#### Trein
Op het grondgebied van Aalst bevinden zich drie treinstations. Het grootste is dat van Aalst zelf, in het zuiden van de stad. Voorts is er nog de halte Aalst-Kerrebroek, aan de Ledebaan, en het station in Erembodegem.
De volgende verbindingen stoppen in Aalst:
- De IC-trein Tongeren - Gent-Sint-Pieters
- De IC-trein Gent-Sint-Pieters - Lokeren
- De IC-trein De Panne - Landen
- De S4-trein Aalst - Mechelen
- De S6-trein Aalst - Schaarbeek
- De S10-trein Aalst - Dendermonde
- De P-trein Aalst - Burst

## Cultuur

### Kunsten
Op literair vlak kent Aalst enkele vooraanstaande personen onder meer: Louis Paul Boon en Dimitri Verhulst. Ook Jan Baptista Wellekens, een dichter uit de 17de eeuw wordt geëerd. Tevens was Wellekens schilder, maar geen enkel werk van hem staat nog overeind.
Op gebied van schilderkunst zijn er verschillende schilders die door de eeuwen heen naam en faam hebben vergaard. De eerste en grootste naam die valt is in de 16de eeuw: Pieter Coecke van Aelst, hij hielp met het verspreiden van de renaissance in het noorden. Hij was hofschilder van keizer Karel. De 18de eeuw kende schilder Jozef Angelus van der Donckt. De 19de eeuw kende Valerius De Saedeleer, een belangrijk figuur in de eerste Latemse School en Jozef Meganck, een academisch schilder wiens werken in enkele kerken terug te vinden zijn, waaronder de Sint-Martinuskerk van Aalst.

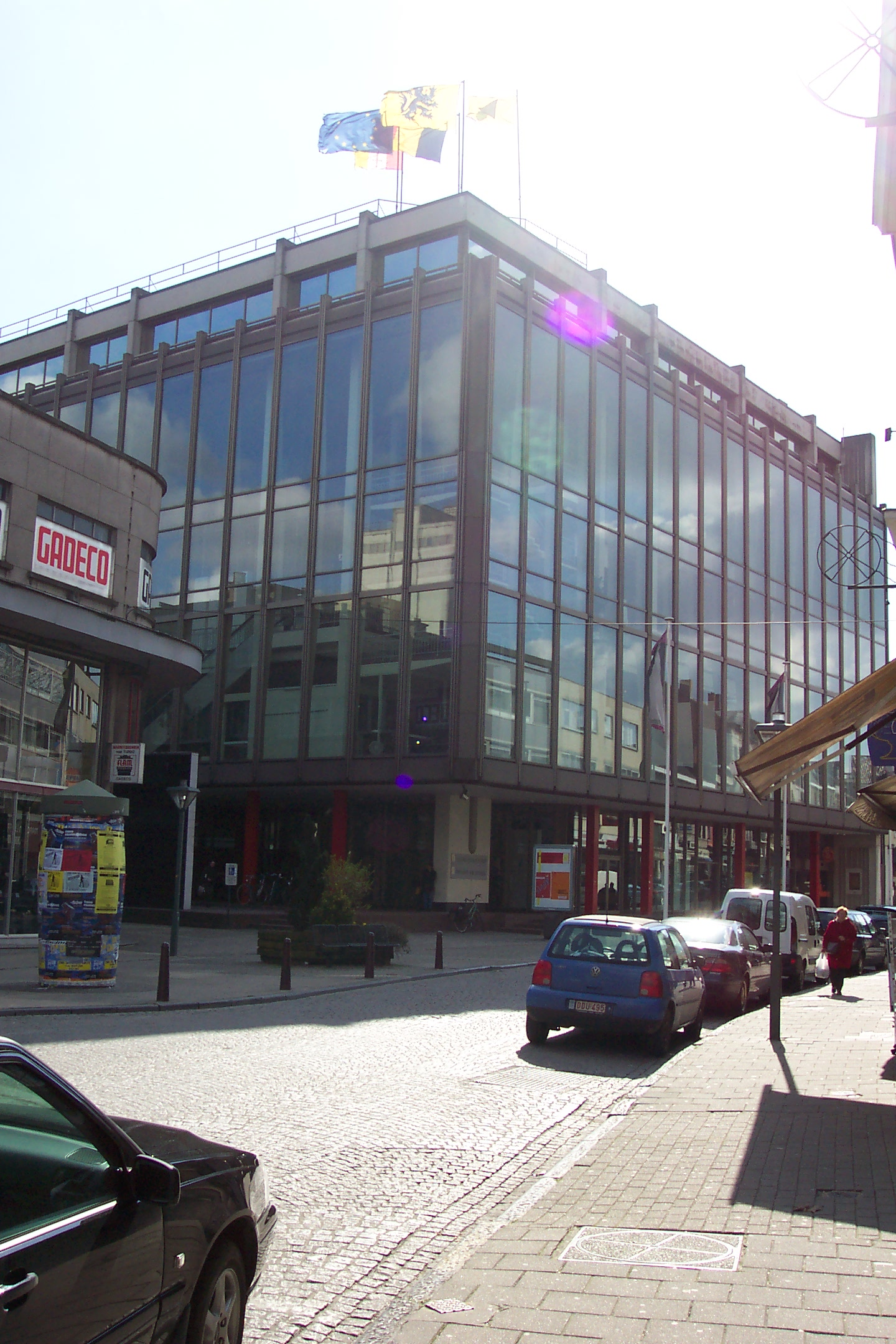
Cultuurcentrum De Werf, waar o.a. de Catharinisten stukken voortbrengen.

Op vlak van theater heeft Aalst de Catharanisten, die al 600 jaar actief in de stad zijn. Ze noemen zichzelf de Katrienen, maar hun volledige naam luidt: Koninklijke Aloude Rederijkerskamer De Catharinisten. Het eerste bewijs van het bestaan van de Katrienen gaat terug naar het jaar 1421.

### Folklore
- Carnaval Aalst - dit stond tot december 2019 op de UNESCO werelderfgoedlijst in de Lijst van Meesterwerken van het Orale en Immateriële Erfgoed van de Mensheid. (Unesco en de Stad Aalst waren echter akkoord dat na een incident met een omstreden praalwagen, dat het beter was om carnaval van de Unesco lijst te schrappen.)
- De Pikkeling - dit folkloristisch oogstfeest, dat het laatste weekend van de maand juli plaatsvindt, is eveneens Vlaams Immaterieel (Cultureel) Erfgoed.
- Cirk! Aalst - is een jaarlijks evenement waarbij verscheidene optredens plaatsvinden, deze zijn voornamelijk gekaderd in het thema circus.

### Hedendaagse cultuur
- Netwerk Aalst voor hedendaagse kunst.

## Sport en recreatie
Aalst heeft verschillende sportploegen die op het toneel van de eerste klasse acteren of acteerden: basketbalclub Okapi Aalst (anno 2020 in eerste klasse), volleybalclub Lindemans Aalst (eerste klasse) en voetbalclub Eendracht Aalst (anno 2020 in tweede klasse amateurs). Okapi Aalst speelt in het Crelan Forum, Lindemans Aalst speelt in sporcomplex Schotte, terwijl Eendracht Aalst zijn wedstrijden in het Pierre Cornelisstadion afwerkt. Lindemans Aalst werd in 2020 eerste in de nationale volleybalcompetitie en speelde de bekerfinale in het sportpaleis. Verschillende handbalclubs speelden in de hoogste klasse. Sparta Aalst HC won in 1969 de Beker van België, Eendracht Vrij Aalst en Aalst Sportief waren pioniers in het dameshandbal en werden verschillende malen landskampioen. Krachtbalclub Osiris Aalst speelde verschillende seizoenen in de hoogste krachtbalklasse en won in 1997 de beker.
Doorheen de stad loopt onder meer de fietsroute Denderende Steden.

## Evenementen
- Carnavalsstoet: zondag voor Aswoensdag
- Carnaval: zondag tot dinsdag voor Aswoensdag
- Winterfoor: opening het weekend voor carnaval, startend op vrijdag en eindigend de zondag na carnaval
- Jaarmarkt: 11 november (gedenkdag van Sint-Maarten)
- Parkconcerten: elke maandagavond in juli en augustus
- Criterium: op de maandag na het einde van de Tour de France
- Kerstmarkt: van begin december tot en met begin januari op de Grote Markt
  - Aalst Twinkelt: startevenement van de kerstmarkt met allerlei randanimatie begin december[40]
- Cirk: derde weekend van augustus; gratis hedendaagse circusacts op verscheidene plaatsen
- De Pikkeling: Folkloristisch oogstfeest met verschillende activiteiten in de 'Faluintjes' (vier deelgemeenten van Groot-Aalst: Baardegem, Herdersem, Meldert en Moorsel)

### Streekproducten
Aalsterse vlaai, Ondineke bier, Dirk Martens jenever, Meigt smeerpasta

### Media
- CityMusic
- Ajoin Music
- Stadsradio Goeiedag Aalst
- Oilsjt Mjoezik

## Onderwijs

### Secundair Onderwijs

#### GO! onderwijs van de Vlaamse Gemeenschap
- Technigo!
- GO! Handelsschool Aalst
- GO! Atheneum Aalst
- Don Bosco Buso Aalst
- Koninklijk Lyceum Aalst
- Horizon Aalst
- Buso Levensvreugde Aalst
- Academie voor Beeldende Kunsten Aalst

#### Katholiek Onderwijs Vlaanderen
- VTI Aalst
- DvM (DvM Handels-Technisch en Beroepsonderwijs, DvM Humaniora)
- Sint Jozefsschool Aalst
- Scholengroep Sint-Maarten SMI & TI Sint-Maarten
- Instituut Sint-Vincentius a Paulo
- Sint-Jozefscollege
- Sint-Maarteninstituut

### Steinerscholen
- Middelbare Steinerschool Vlaanderen Aalst

### Hoger Onderwijs
- Sint-Augustinus Instituut voor Verpleegkunde
- HOGENT
- Vesaliusinstituut Aalst
- Odisee
- CVO Pro Aalst
- Katholieke Universiteit Leuven
- Katholieke Hogeschool Sint-Lieven

## Criminaliteit
In 1985 vond in Aalst een bloedige overval plaats op de winkel van Delhaize door de Bende van Nijvel. Deze werd verfilmd in de film Niet schieten, uit 2018. In 2022 werd bekendgemaakt dat er een herdenkingsmonument aankomt voor de slachtoffers.
In januari 1990 vond een dubbele kindermoord plaats in Hotel de la Gare, twee kinderen werden vermoord door hun ouders. Duncan McLean heeft een bewerking gedaan op het toneelstuk, dat geschreven werd door Pol Heyvaert. Het toneelstuk heet: Aalst.
In 2020 werd de voormalige burgemeester Ilse Uyttersprot in haar appartement in Aalst vermoord door haar vriend.

## Economie
De stad Aalst kent een rijk textielverleden. De meeste bedrijven bevinden zich op het Wijngaardveld. Aalst heeft ook twee stokerijen. De belangrijkste winkelstraten zijn de Nieuwstraat en Kattestraat.

## Partnersteden
- Gabrovo (Bulgarije)
- Worcester (Zuid-Afrika)

## Nabijgelegen kernen
Erondegem, Erpe, Nieuwerkerken, Erembodegem, Hofstade, Affligem, Moorsel, Herdersem